# Eriopus subremotifolius
Eriopus subremotifolius är en bladmossart som beskrevs av Brotherus in Rechinger 1908. Eriopus subremotifolius ingår i släktet Eriopus och familjen Hookeriaceae. Inga underarter finns listade i Catalogue of Life.